# شهرستان اوتنا
شهرستان اوتنا (به لیتوانیایی: Utenos Apskritis) یکی از شهرستان‌های کشور لیتوانی است.
این شهرستان ۱۵۲٬۰۰۴ نفر جمعیت، ۷٬۲۰۱ کیلومتر مربع مساحت و مرکز شهر اوتنا است.